# 陈宝莲
陳寶蓮（英文名：Pauline Chan，1973年5月23日—2002年7月31日），原名趙靜，皈依佛門後改名趙瑄汶，法號明慧，香港女演員。2002年於上海跳樓自殺身亡，得年29歲，留下剛滿月的兒子，後來由邱瓈寬收養。

## 生平
陳寶蓮于上海出生，是家中獨女；4岁時父母离婚，之後由外婆抚养。12歲時跟隨母親移民香港，15歲起兼職模特兒。17歲時參選1990年度亞洲小姐競選落選後被經紀公司簽為藝人，第一個主持的節目為《冧莊》。
陳寶蓮入行之初，正值香港三級電影风行，所以她亦接拍多部如《灯草和尚》、《我来自北京》、《五月樱唇》等三級電影。及後，陳寶蓮绯闻缠身，是非也不断，後來更因爲受藥物等影響而变得經常神智不清。
2002年7月31日傍晚5時半，陳寶蓮於上海靜安區南陽路24樓的寓所跳樓自殺身亡，遺下剛滿月的兒子。《再見螢火蟲》成了她生前最後一部作品。

## 個人生活
1993年，20岁的陈宝莲和莫少聪在《剑奴之血契约》认识相恋，不过很快就分手。1995年，和黄子扬的戀情也无果而终。
1997年，陈宝莲為進入台湾市场，主动追求台湾男主持张菲，后因黄任中插手介入而失败。后来与歌手蔡枫华及曾参加亚视《港男选举》的吴学明也陸續传出过绯闻。
其中，與乾爹黄任中之間的曖昧關係也最常成為媒體的話題。黄任中曾向媒体公开和干女儿陈宝莲兩人同床有五十至六十次，但從來沒發生過關係；他們之間是仰慕、父女、好友的那种感情。
1998年，陈宝莲获命相大师指点，改名赵瑄汶，并皈依佛门，法号明慧。
2002年6月，陈宝莲生下一个男婴。其向好友透露，嬰兒的父親是在台北迪斯科邂逅的DJ，一位25岁的美籍华人。
據2016年5月8日出版的明報週刊報道，陳寶蓮的兒子由知名經紀人邱瓈寬收養，並命名為「邱煌禕」。

## 影視作品

### 電影
| 年份 | 片名                             | 飾演               |
| ---- | -------------------------------- | ------------------ |
| 1991 | 《夜生活女王霞姐傳奇》           | 應召女郎玲達       |
| 1992 | 《花街狂奔》                     | 方紅               |
| 1992 | 《聊齋三集之燈草和尚》           | 雲綺夢             |
| 1992 | 《應召女郎1988之二現代應召女郎》 | 阿蓮（伊娃）       |
| 1992 | 《五月櫻唇》                     | 方惠娜             |
| 1992 | 《飛女正傳》                     | 白箭牌             |
| 1992 | 《我來自北京》                   | 亞鳳               |
| 1992 | 《姦魔》                         |                    |
| 1992 | 《北妹傳奇》                     | 洪蓮               |
| 1993 | 《大嘢》                         |                    |
| 1993 | 《縱橫天下》                     |                    |
| 1993 | 《省港流鶯》                     | 陳寶蓮             |
| 1993 | 《現代情慾篇之換妻檔案》         |                    |
| 1993 | 《劍奴》                         | 舞娘               |
| 1993 | 《摧花神龍教》                   |                    |
| 1993 | 《神經刀與飛天貓》               | 伊賀派魔女         |
| 1993 | 《三劍俠與飛機妹》               |                    |
| 1993 | 《風起雲湧之情迷香江》           | 蓮                 |
| 1993 | 《火舞風雲之北妹》               |                    |
| 1994 | 《國產凌凌漆》                   | 瀋陽特務（愛美神） |
| 1994 | 《一人有一個綺夢...青春夢裡人》  |                    |
| 1995 | 《偶遇》                         | Pauline            |
| 1996 | 《第八宗罪》                     |                    |
| 1996 | 《旺角揸fit人》                  | 護士               |
| 1996 | 《鬼劇院之驚青艶女郎》           | 慕蓮               |
| 1996 | 《假男假女》                     | Pauline            |
| 1997 | 《基佬40》                       | 劍笙輝劇團團員     |
| 1997 | 《我有我瘋狂》                   | 廖小璇             |
| 1997 | 《夜半2點鐘》                    | 伊娃               |
| 1999 | 《艷降勾魂》                     | Pauline            |
| 2000 | 《情陷百樂門》                   | Wyman              |

#### 台灣
| 年份 | 片名                       | 飾演         |
| ---- | -------------------------- | ------------ |
| 1993 | 《十大槍擊要犯之殺生狀元》 | 珍妮         |
| 1999 | 《海上花》                 | 配音：沈小紅 |

### 電視剧

#### 香港
| 年份 | 片名             | 飾演           |
| ---- | ---------------- | -------------- |
| 1995 | 《新武则天外传》 | 武则天（老年） |

#### 台灣
| 年份 | 劇名           | 飾演              |
| ---- | -------------- | ----------------- |
| 2002 | 《再見螢火蟲》 | PUB老闆娘（客串） |

### 電視節目

#### 香港
| 年份 | 節目                            |
| ---- | ------------------------------- |
| 1990 | 《冧莊》第一輯 第1至15集        |
| 1996 | 《超級無敵獎門人》第一輯 第25集 |

### 唱片
| 專輯名稱 | 語言 | 發行日期     | 唱片公司 | 曲目                                                              |
| -------- | ---- | ------------ | -------- | ----------------------------------------------------------------- |
| 较春     | 國語 | 1998年8月1日 | 鸿谷唱片 | 1. OAOA 2. 结婚？ 3. 蝴蝶 4. 算了 5. 乱 6. 第六首 7. 随便 8. 飘飘 |

## 備註
1. ↑  陈宝莲兼任出品人，方文琳演唱片尾曲《waiting for you》，这也是陈宝莲唯一一部裸露阴毛、三点尽露的遗作。